# Georges Dascher
Ne doit pas être confondu avec Georg Dascher.
 (octobre 2022).
Si vous disposez d'ouvrages ou d'articles de référence ou si vous connaissez des sites web de qualité traitant du thème abordé ici, merci de compléter l'article en donnant les références utiles à sa vérifiabilité et en les liant à la section « Notes et références ».
Georges Dascher, né le 6 octobre 1851 à Caen et mort le 4 avril 1912 à Fécamp, est un peintre, illustrateur et affichiste français.

## Biographie
Né dans une famille caennaise de la petite bourgeoisie, Georges Dascher passe sa jeunesse à Caen puis va à Paris, mais la guerre de 1870 le fait revenir à Beuzeval en Normandie. Doué pour le dessin et la peinture, il veut en faire son métier mais n'a pas le soutien de son père et retourne à Paris pour gagner sa vie seul. Il se marie en 1894, juste après la mort de son père, dont l'héritage lui permet d'acheter une maison à Fécamp

## Œuvres
- Quelques tableaux
- Illustrations :
  - Très nombreuses couvertures de cahiers scolaires imprimés par Louis Geisler
  - Séries d'images scolaires, illustrations de partitions musicales
  - Livres pour la jeunesse (Le Tour de la France par deux enfants, L'Enfance de Suzette, Yvan Gall, le pupille de la Marine..etc.)
- Affiches

## Galerie

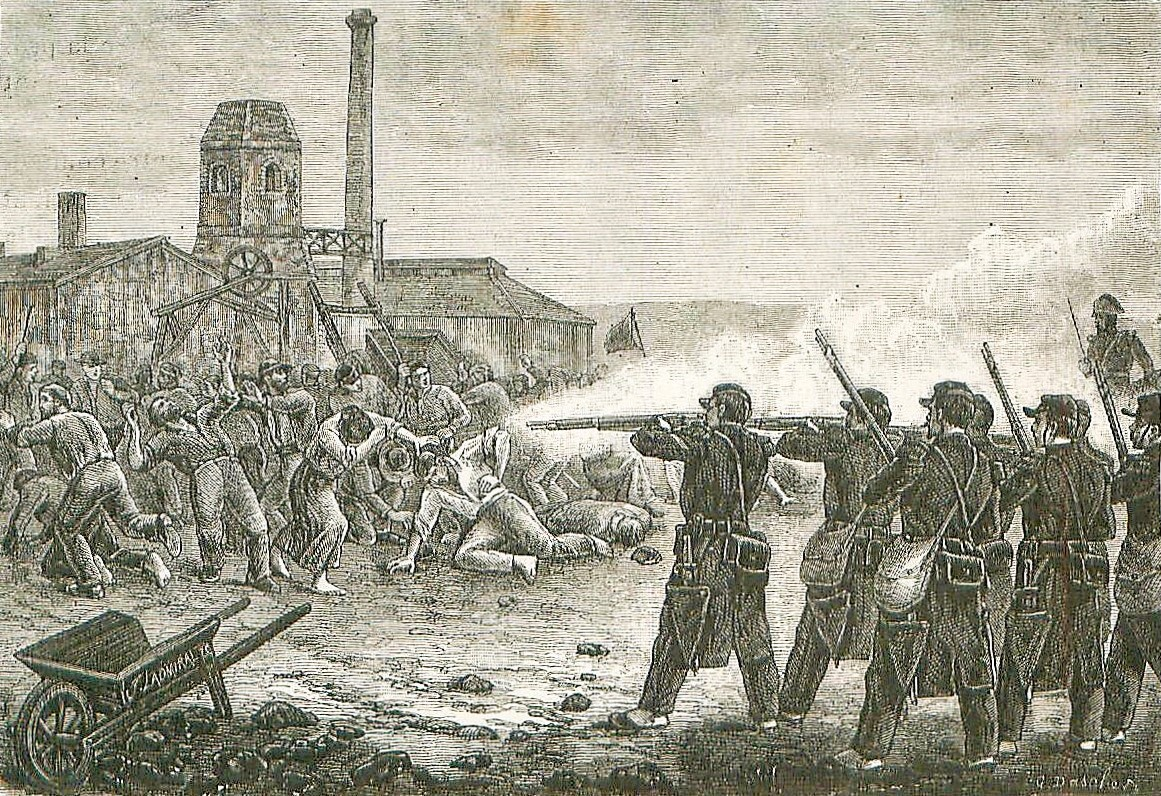
Civils et mineurs de fond tués par l'infanterie lors de la fusillade du Brûlé à La Ricamarie, le 16 juin 1869. Gravure de 1883.
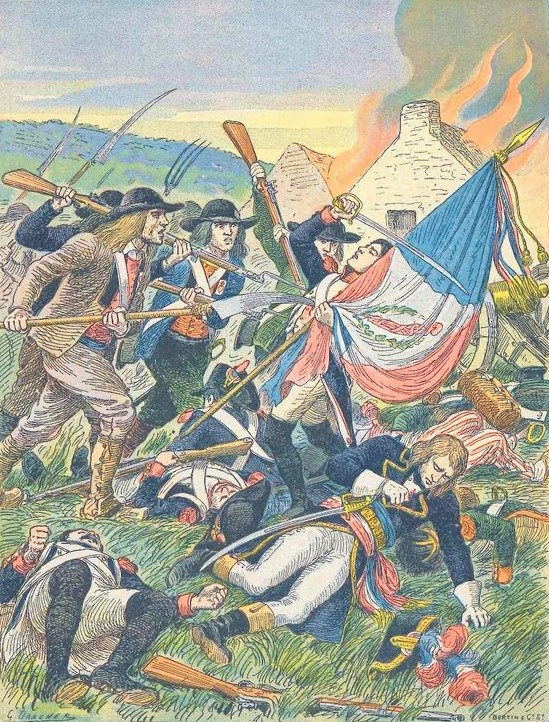
Mermet (1794) dans Le Livre d'Or des Enfants courageux.
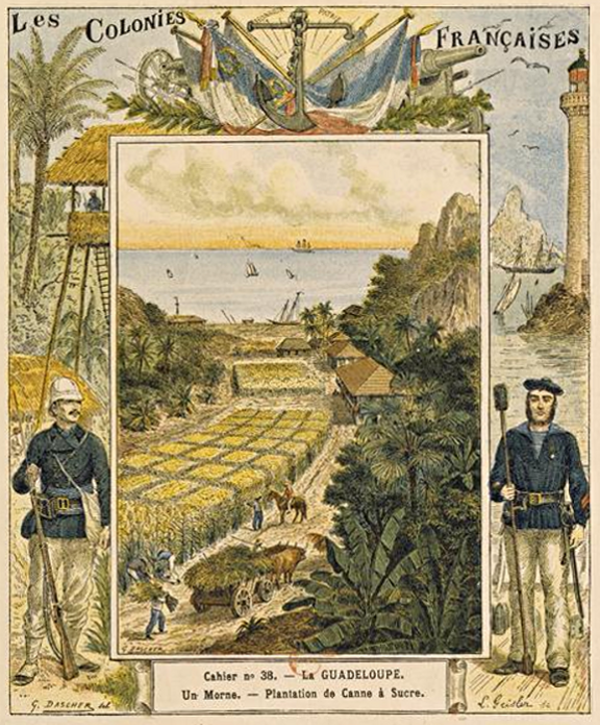
La Guadeloupe. Un Morne. Plantation de canne à sucre. Couverture pour Les Colonies françaises, cahier 38, 1892.
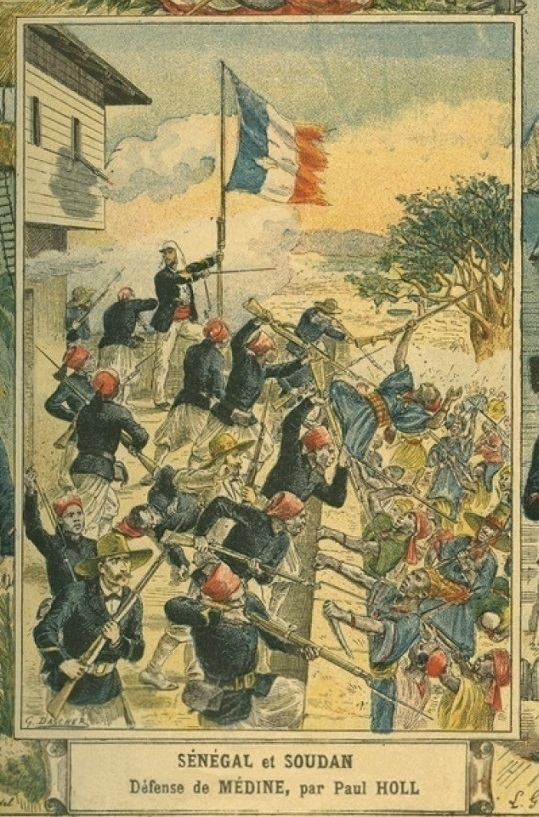
La défense de Médine, par Paul Holle, 1893.
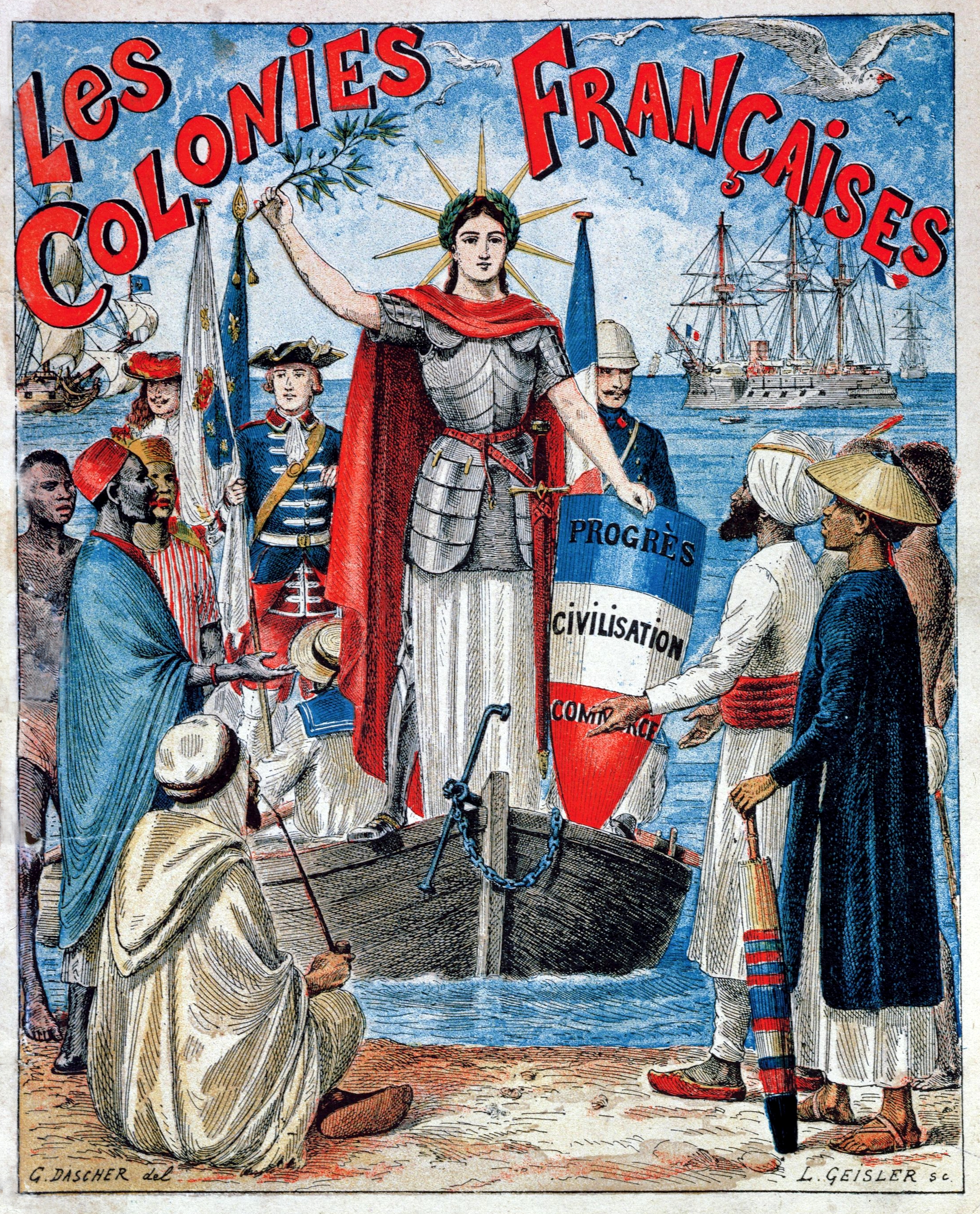
Illustration pour la couverture d'un cahier d'écolier, vers 1900.